# Cool Gardens
Cool Gardens är en poesibok skriven av System of a Downs sångare Serj Tankian. Den lanserades först den 1 april 2001 via Tankians hemsida, Serjical Strike, och gavs senare ut av MTV Books den 1 oktober 2002. Cool Gardens innehåller samlad poesi som Tankian hade skrivit under åtta års tid och som illustratör står Sako Shahinian. Boken innehåller främst Tankians reflektioner om livet, samhället och människor, där fokus ligger på människornas handlingar och den makt som andra försöker utöva mot dem. Cool Gardens har blivit mycket uppskattad, bland annat av Saul Williams.

## Dikter
| - Prenatal Familiarities - From Words to Portraits - Mer - Businessman vs. Homeless - A Metaphor? - Duty Free Fear - Day or Night - Matter - The Count - Wet Flower - Mercury - City of Blinds - Compassion - Brain Waves - Compliment - Rain - Subatomic Music - Days Inn - Partial Moons - Soil - The Void - Sun Bear - Kevorkian Patient's Plee - I Don't Want to Shower - Desystemization - Mix - Information - Silence - Tars - Nil - Reality the Beautiful - Jeffrey, Are You Listening? - Freezing - Pen - Fermented Husbands - Artco. - Indentured Servitude - Dawn - Conquer? - Circus Tiger - Friik - PsychiatryPsychiatry - Orange Light - Words of a Madman - My Words | - Misunderstood Rose - Defeatism - Children - Prop. 192 - Child's Man - I am My Woman - Overload - Time for Bed - Am - Identity - Permanently Plucked - Shine - Now - Self Elimination - New Ear - Dr. Trance - Puzzle - Death - A Mess - Felix the Cat - Revolution - A Letter to Congress - Data - Minute Horizons - Art - Primrose - Touche' - Life Savers - Nations - One Word - Lighter - Addiction - 12 Lives - House of Flies - Cat Naps - Culture - NYC - I am Ready - Her Eye - Edge of a Sink - I'm Erica - First Entry - Flux |